# Zenon Hanas
Zenon Hanas SAC (Legionowo, 16 de junho de 1963) é presbítero polaco da Igreja Católica Romana, afiliado à Sociedade do Apostolado Católico, da qual se tornou o reitor geral em 2022.

## Biografia
Nasceu em 16 de junho de 1963 em Legionowo, Polônia.
Foi ordenado sacerdote em 6 de maio de 1989 em Ołtarzew por Dom Józef Glemp, cardeal-arcebispo de Varsóvia. Ele se formou em estudos teológicos no Seminario Palotino Maior em Ołtarzew e na Universidade Católica de Lublin. Depois estudou filosofia defendendo a tese de doutorado em comunicação social no Instituto de Mídia e Comunicação Social da Hochschule für Philosophie, em Munique, Alemanha.
Entr 1996 e 1999, foi editor-chefe da Editora Apostolicum na Polônia. Nos anos de 1999 a 2004, foi vice-provincial da Província Palotina de Cristo Rei. É professor na Universidade Católica Cardinal Stefan Wyszyński, em Varsóvia, e no Seminário Maior Palotino de Ołtarzew.
Em outubro de 2004, foi eleito vigário geral da Sociedade do Apostolado Católico. Em 2017, foi eleito reitor provincial da Província Cristo Rei.
No dia 1 de outubro de 2022, os delegados da XXII Assembleia Geral elegeram o Pe. Zenon como reitor geral da Sociedade do Apostolado Católico, tornando-o 23º Superior Geral dos Palotinos. Aceitou o cargo durante a cerimônia de profissão de fé e juramento na Capela do Centro de Animação Missionária de Konstancin Jeziorna, na presença do procurador geral, Pe. Adam Golec.